# Ендрю Мюїнґ
Ендрю Мюїнґ (англ. Andrew Mewing, 1 січня 1981) — австралійський плавець.
Призер Чемпіонату світу з водних видів спорту 2005, 2007 років.
Призер Пантихоокеанського чемпіонату з плавання 2006 року.